# 6219 Demalia
6219 Demalia eller 1978 PX2 är en asteroid i huvudbältet som upptäcktes den 8 augusti 1978 av den rysk-sovjetiske astronomen Nikolaj Tjernych vid Krims astrofysiska observatorium på Krim. Den har fått sitt namn efter Aleksandra A. Demenko.
Den tillhör asteroidgruppen Nysa.